# 史家铺站
史家铺站是位于陕西省陇县史家铺村的一个铁路车站，邮政编码721208。车站建于1995年，有宝中铁路经过该站，现办理客运业务，不办理货运业务，车站及其上下行区间均已电气化。车站距离宝鸡站112公里，隶属西安铁路局，是五等站。